# Ricardo Paseyro
Ricardo Paseyro (Mercedes, Uruguay, 1926 - París, Francia, 5 de febrero de 2009) fue un escritor, poeta integrante de la generación del 45 y diplomático franco-uruguayo.

## Biografía
Como diplomático, fue funcionario de Uruguay en Francia durante quince años. 
En 1974, tras el golpe de Estado del entonces presidente Juan María Bordaberry, Ricardo Paseyro es destituido por los militares. Inmediatamente después, obtiene la nacionalidad francesa y decide residir permanentemente en París. 
Colabora con Le Figaro y las revistas La Parisienne, Les lettres françaises, L'Aurore, y es jefe de redacción de Contrepoint (revista cofundada con Patrick Devedjian y la cual había dirigido Raymond Aron). Ricardo Paseyro escribía los poemas en español y los ensayos en francés.
Fue seguidor de su compatriota y suegro Jules Supervielle, a quien le dedicó una biografía. También fue amigo del periodista Jean Ferré, y participó en algunas emisiones de Radio Courtoisie; así como del escultor Ossip Zadkine y de otros artistas e intelectuales del medio parisino. Así como fue enemigo acérrimo de los intelectuales izquierdistas, como Pablo Neruda, los Goytisolo, Carlos Barral y muchos otros.
Después de publicar Eloge de l'analphabétisme en 1989, Paseyro mantiene una correspondencia con Guy Debord que comparte su opinión sobre ese tema.